# Ben O'Connor
Ben O'Connor, född 25 november 1995 i Subiaco, är en australisk professionell landsvägscyklist.

## Karriär
O'Connor har cyklat professionellt sedan 2015. Bland hans meriter kan nämnas en etappseger i Giro d'Italia och en etappseger i Tour de France. 2024 vann han den sjätte etappen i Vuelta a España.